# Lake Roesiger
Der Lake Roesiger ist ein See und beliebtes Ausflugsziel im Snohomish County im nordamerikanischen US-Bundesstaat Washington. Er befindet sich östlich von Everett sowie nordöstlich von Seattle und Tacoma.
Der See erhielt seinen Namen nach Richard Roesiger (1862–1946), der 1882 aus dem heute zum Land Brandenburg zählenden sächsischen Stadt Ortrand am Schraden nach Amerika auswanderte. 
Als erster weißer Siedler steckte er 1888 mit einer provisorischen Bewilligung des Landvergabeamtes Snohomish County am See seinen Claim ab. In harter Pionierarbeit machte er das Land urbar, was weitere Farmer folgen ließ. 
Am 16. Juni 1891 eröffnete Roesiger zur Erinnerung an seine Heimatstadt das „Ortrand Post Office, Washington“, welches aber bereits ein Jahr nach seiner Eröffnung mangels Nutzung wieder schließen musste. Zu dieser Zeit erhielt der See, welcher 1892 durch Vermesser und Ingenieure vermessen wurde, auf Grund der Verdienste Roesigers den Namen „Lake Roesiger“. 
In seiner Geburtsstadt Ortrand erinnert seit 2007 an seinem Geburtshaus in der Rathausstraße eine Gedenktafel an den Auswanderer.  Außerdem besteht seit 2007 eine Schulpartnerschaft zwischen der „Highschool Snohomish“ in Snohomish und der Ortrander „Lingenthal-Oberschule“.